# Exetastes pillosus
Exetastes pillosus är en stekelart som beskrevs av Meyer 1929. Exetastes pillosus ingår i släktet Exetastes och familjen brokparasitsteklar. Inga underarter finns listade i Catalogue of Life.